# Confessions of a Pit Fighter
Confessions of a Pit Fighter é um filme de ação/artes marciais norte-americano dirigido por Art Camacho. Lançado em 2005, foi protagonizado por Hector Echavarria, Armand Assante, Flavor Flav, James Russo e John Savage.
As filmagens ocorrerem em Los Angeles, Califórnia e produzido pela Alliance Group Entertainment. Foi distribuído pela Lions Gate Entertainment.